# Consularis
Consularis (traducido al castellano como consular) es un adjetivo latino relacionado con el puesto de cónsul. En la Antigua Roma era un título otorgado a los senadores que tenían rango consular, es decir, que habían servido como cónsules o que habían recibido el rango como un honor especial. 
En la Antigüedad tardía, el título se convirtió también en un rango otorgado a los gobernadores de las provincias romanas

## Historia
Durante la República romana, el término [vir] consularis (traducido del griego como ὑπατικός, hypatikós) designaba a cualquier senador que hubiera servido como cónsul. La distinción estaba acompañada de privilegios y honores específicos, y era una cualificación necesaria para una serie de magistrados como los cargos de dictador y su delegado, el magister equitum (aunque algunos casos parecen desmentirlo), el cargo de censor y la gobernación de ciertas provincias como procónsules. La distinción también iba ligada a sus esposas (consularis femina, en griego ὑπατική o ὑπάτισσα). El estatus de consularis se podía obtener sin tener el consulado, ya sea a través de la adlectio inter consulares o mediante la concesión de la insignia consular (ornamenta/insignia consularia), aunque esto se hizo solo dos veces bajo la República tardía, y solo llegó a convertirse en una práctica común durante el Imperio.

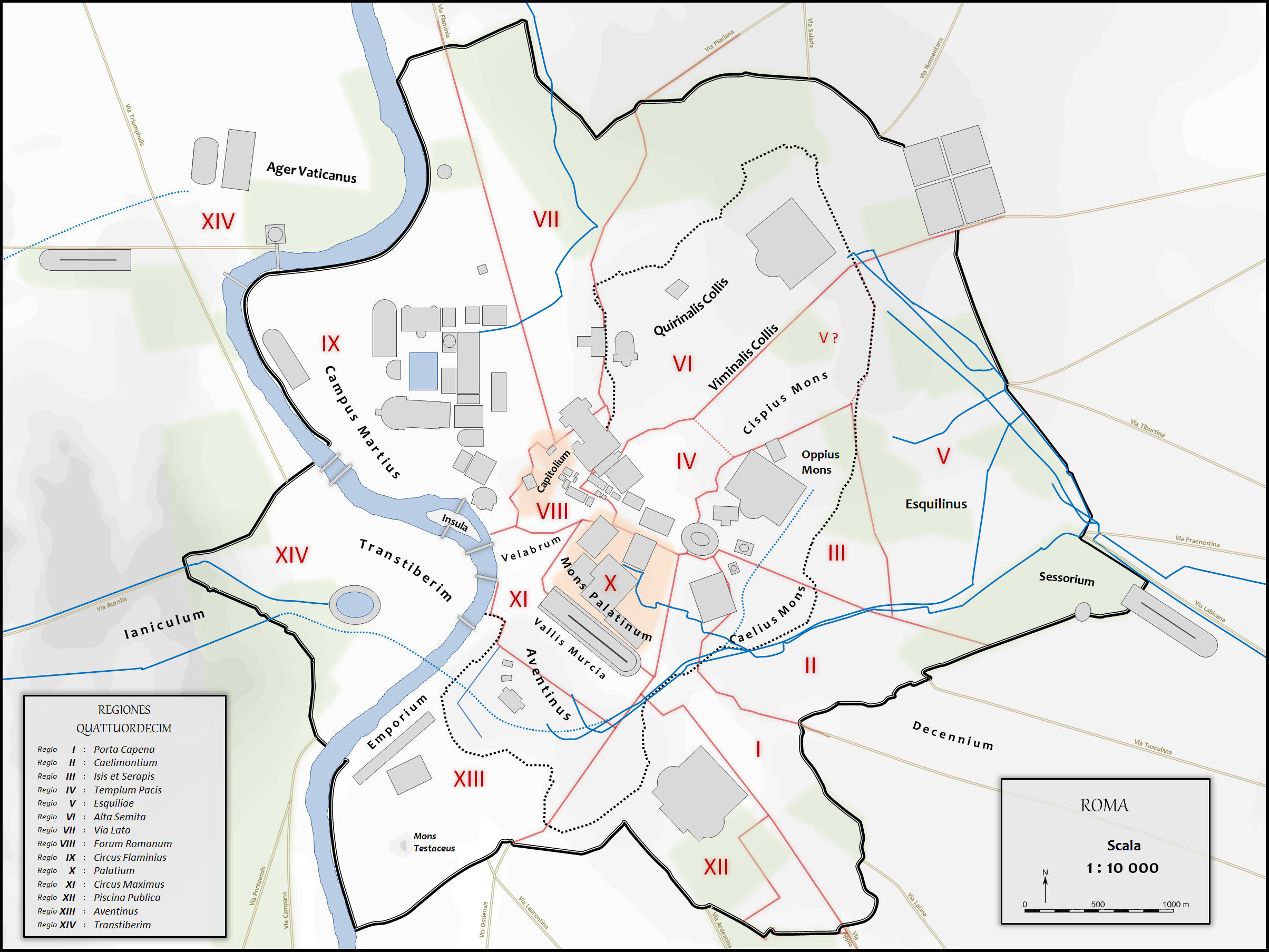
Plano con las catorce regiones del centro histórico de Roma durante Augusto.

Durante el Imperio, se crearon algunas magistraturas superiores para los consulares:
- El puesto de praefectus urbi, gobernador de Roma y sus alrededores.
- Bajo Adriano (r. 117-138), Italia fue dividida en cuatro jurisdicciones judiciales, cada una con un consularis a la cabeza. Sin embargo, esta institución fue abolida poco después de la su muerte.
- Bajo Alejandro Severo (r. 222–235), se creó un consejo de catorce consulares, los consulares sacrae urbis, para ayudar al praefectus urbi, representando cada uno a una de las catorce regiones de Roma.
- Los consulares operum publicorum, alvei Tiberis et cloacarum, funcionarios públicos (curatores) responsables de las obras públicas, la regulación del Tíber y el mantenimiento del sistema de saneamiento de Roma.

### Gobernadores Provinciales
Ya en tiempos republicanos, determinadas provincias estaban reservadas a excónsules. Esta tradición llevó al Imperio a la división de las provincias en imperiales y senatoriales en el 27 a. C. De estas últimas, dos estaban específicamente reservados para consulares, las provincias proconsulares de Asia y África Proconsularis. Los consulares también podían mantener el cargo en las provincias imperiales como delegados del emperador (legatus Augusti pro praetore), junto a los senadores que no habían alcanzado más allá del rango de pretor o gobernadores ecuestres, que fueron denominados procuradores. No existía un sistema fijo de designación para las provincias imperiales, pero en donde había más de una legión acuartelada, generalmente se asignaba un gobernador de rango consular.

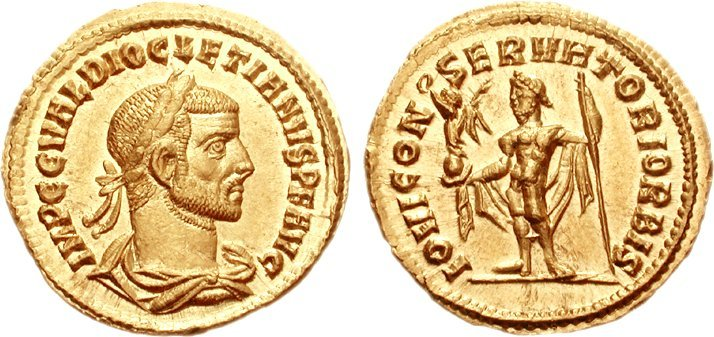
Áureo de Diocleciano.

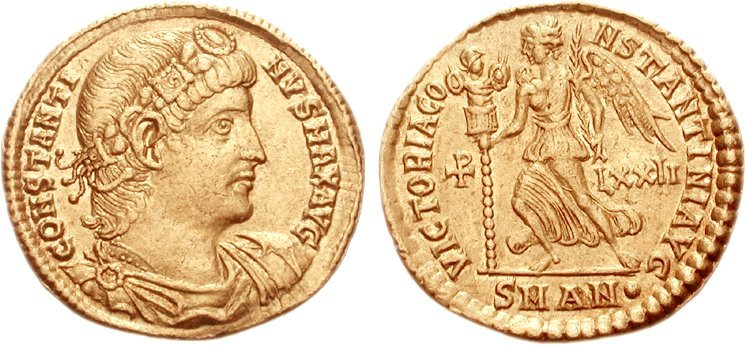
Sólido bizantino acuñado en Antioquía en 335-336 con la efigie de Constantino.

Como el título formal de legatus Augusti no distinguía entre titulares de rango consular o pretoriano, el primero ocasionalmente añadía la forma consularis a su título, una práctica que se hizo habitual en el siglo III. Como resultado, el último título comenzó a reemplazar el título formal y a adquirir un significado genérico de 'gobernador provincial'. Esta evolución se formalizó durante las reformas de Diocleciano (r. 284–305) y Constantino el Grande (r. 306–337). Aparte de su significado tradicional, que designa a los titulares de rango consular, el término consularis llegó ahora a designar una clase de gobernadores provinciales. Sus titulares tenían un nivel superior a los correctores y praesides, aunque todavía estaban en la parte inferior de la jerarquía senatorial, con el rango senatorial de vir clarissimus, mientras que un titular de rango consular era vir illustris. En unos pocos casos, los consulares en activo fueron elevados al rango proconsular, mientras que Valentiniano I (r. 364–375) y Valente (r. 364–378) confirieron a los consulares de Numidia el derecho excepcional de ser precedidos por seis en lugar de cinco lictores portadores de fasces.

## Notitia Dignitatum
Según la Notitia Dignitatum (c. 400), las siguientes provincias fueron administradas por un consularis:
- En quince provincias del Imperio Romano de Oriente:[1][2]
  - Cinco en la diócesis de Oriente: Palestina Prima, Fenicia, Siria Prima, Cilicia Prima y Chipre.
  - Tres en la diócesis de Asia: Panfilia, Helesponto y Lidia.
  - Dos en la diócesis de Ponto: Galacia y Bitinia.
  - Dos en la diócesis de Tracia: Europa y Tracia.
  - Tres en la diócesis de Illirico: Creta, Macedonia y Dacia Mediterránea.

Se dice explícitamente que la diócesis de Egipto (sui generis como dominio de la corona imperial) no tiene ninguna.
- En veintiuna provincias del Imperio Romano de Occidente:[1][3]
  - Una en la diócesis de Panonia: Pannonia Secunda.
  - Ocho en las dos diócesis italianas: Venetia et Histria, Emilia, Liguria, Flaminia et Picenum Annonarium, Tuscia et Umbria, Picenum Suburbicarium, Campania y Sicilia.
  - Dos en la diócesis de África: Bizacena y Numidia.
  - Tres en la diócesis de Hispania: Bética, Lusitania y Gallaecia.
  - Seis en la diócesis de las Galias: Viennensis, Lugdunensis Prima, Germania Prima, Germania Secunda, Belgica Prima y Belgica Secunda.
  - Dos en la diócesis de Britania: Maxima Caesariensis y Valentia.

La Notitia proporciona el siguiente personaal (officium) adscrito a un consularis de Occidente: princeps officii (separado de la prefectura pretoriana), un corniculario (cornicularius), dos tabularios (tabularii), un asistente (adiutor), un commentariensis,  un ab actis, un subadiuva y varios exceptores y cohortalini, es decir, personal de servicio. En el Oriente, el officium era ligeramente diferente: princeps officii, cornicularius, commentariensis, adiutor, numerarius, ab actis, a libellis, y los usuales exceptores y cohortalini.
El Synecdemus, escrito poco antes de 535, lista las siguientes provincias bajo consulares: Europa, Tracia, Macedonia Prima, Creta, Epirus Nova, Dacia Mediterranea, Helesponto, Phrygia Pacatiana y Phrygia Salutaris, Lidia, Pisidia, Licaonia, Panfilia, Licia, Caria, Pontica Prima (Bitinia), Galacia, Capadocia Prima, Helenoponto, Cilicia Prima, Chipre, Siria Prima, Fenicia, Palestina Prima, Arabia, y otra cuyo nombre no es legible.
Después de la reconquista del norte de África, en 534, Tripolitania recibió un consularis, mientras que Numidia fue degradada a tener un mero praeses. Sin embargo, en 535 el emperador Justiniano I (r. 527-565) llevó a cabo una amplia reorganización administrativa. Las provincias de Palestina Secunda, Siria Secunda, Teodoria, Osroena, Armenia Secunda, Armenia Magna, Capadocia Secunda, Ródope, Hemimonto y Augustamnica (aunque esto sea posiblemente un error) estuvieron bajo consulares, mientras que Epirus Nova, Dacia Mediterranea, Phrygia Pacatiana, Galatia, Siria Prima y Arabia fueron puestos bajo gobernadores de otros rangos.